# Korneliusz Lipiński

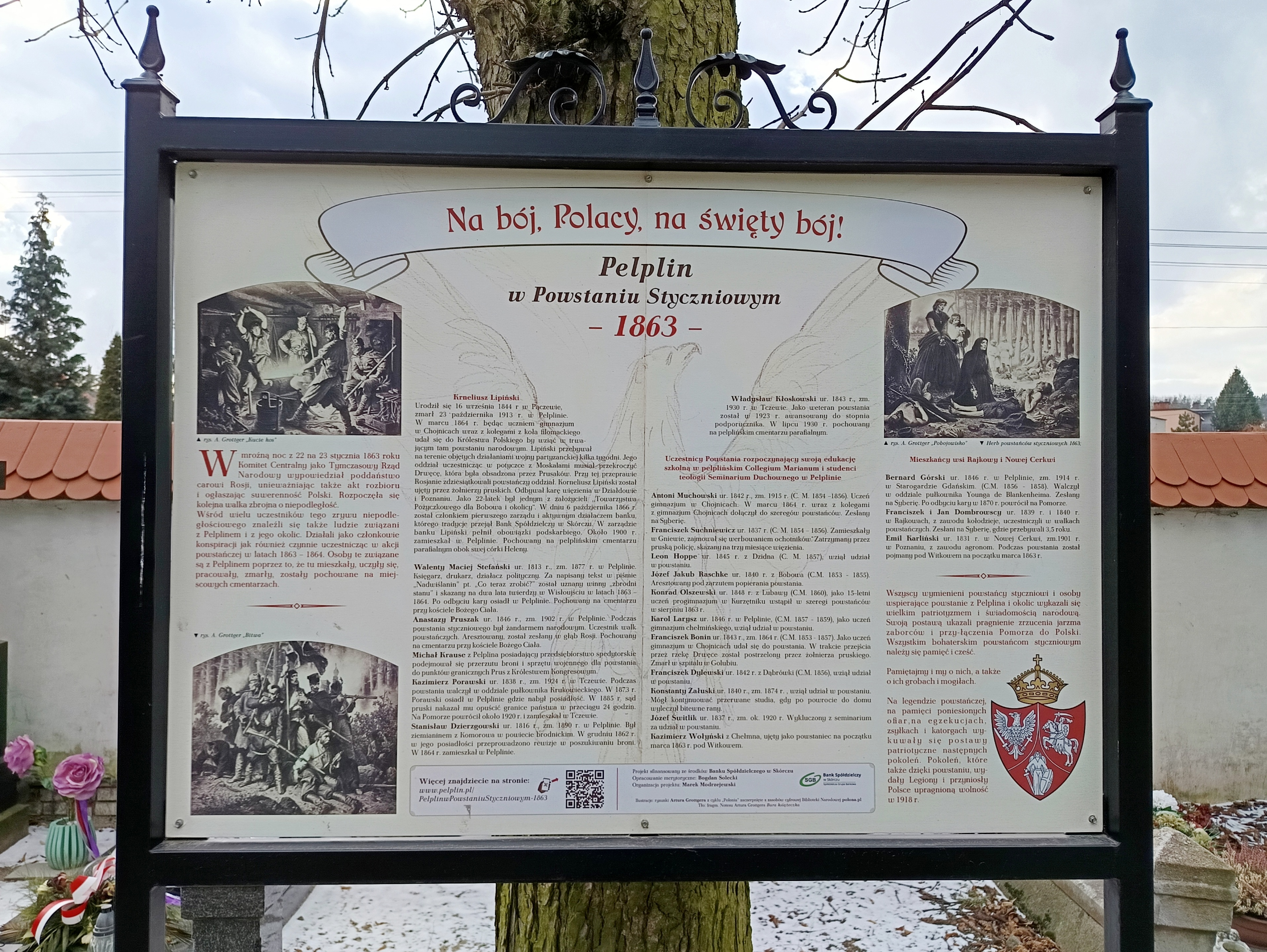
Tablica informacyjna przy grobie Korneliusza Lipińskiego na cmentarzu parafialnym w Pelplinie (2025).

Korneliusz Lipiński (ur. 16 września 1844 w Pączewie, zm. 23 października 1913 w Pelplinie) – filomata pomorski, powstaniec styczniowy, działacz ludowy na Pomorzu Gdańskim. 

## Życiorys
Urodził się w 16 września 1844 w Pączewie, w rodzinie chłopskiej, ale o tradycjach szlacheckich, zm. 23 października 1913 w Pelplinie.
Uczył się w gimnazjum w Chojnicach, gdzie należał do tajnego koła filomackiego. Mając 19 lat w marcu 1864 r. "wraz z kolegami z koła filomackiego udał się do Królestwa Polskiego by wziąć udział w trwającym tam powstaniu narodowym przeciwko Imperium Rosyjskiemu. Chojniccy ochotnicy maszerując nocami a we dnie ukrywając się po dworach polskich, granicę przekraczają na rzece Drwęcy pod Brodnicą. Lipiński przebywał na terenie objętych działaniami wojny partyzanckiej kilka tygodni. Jego oddział uczestnicząc w potyczce z Moskalami musiał przekroczyć Drwęcę, która była obsadzona przez Prusaków. Przy tej przeprawie Rosjanie zdziesiątkowali powstańczy oddział. Korneliusz Lipiński został ujęty przez pruskich żołnierzy i uwięziony". 
Według donosu dyrektora gimnazjum w Chojnicach dra Goebel'a z 31 III 1864 skierowanego do tamtejszego starostwa (landratury) wraz z Lipińskim, który uczęszczał wówczas do przedostatniej klasy (secundy), do powstania poszli również uczniowie Antoni Muchowski z Foshuty, Franciszek Bonin z Borska, Franciszek Kurowski z Czarnegolasu, Franciszek Studziński z Lubania oraz niedawno wydalony z gimnazjum Kazimierz Stencel z Raciąża tudzież nieznany z nazwiska subiekt (ekspedient) z Chojnic.  
Według relacji p. Kleina z Subków, zięcia Lipińskiego, jego teść dostał się w ręce Prusaków nad Drwęcą, jednak "na szczęście wziął go do niewoli jakiś Puckowski, Polak i rodak z Pączewa, służący w 65 pułku pruskim jako podoficer. Osadzono Lipińskiego we więzieniu w Działdowie, gdzie podczas trzymiesięcznego pobytu wszy go chciały zjeść, bo nikt się nie ujął za nim. Potem przewieziono go do Poznania, gdzie po wyroku przesiedział dalsze 6 miesięcy, lecz tam zajęły się nim panie z arystokracji i dostarczyły bielizny itd. Po wypuszczeniu z więzienia wzięto go do wojska do czarnych huzarów w Starogardzie, przy którym to pułku odbył wojnę austriacką [1866]. Po powrocie i puszczeniu po trzech latach [tj. zwolnieniu ze służby] z powodów familijnych (ojciec jego bowiem po raz trzeci się ożenił i nie chciał mu zdać gospodarstwa), nie mając utrzymania ani możności złożenia matury wrócił do pułku huzarów i odbył wojnę francuską [1870-71]. Po powrocie i kilkuletniej biedzie przejął gospodarstwo po ojcu, ożenił się z Tuchołkówną ze znanej rodziny pomorskiej, siostrą ks. proboszcza Tuchołki z Nowej Cerkwi. Gdy w 1891 r. umarło mu z 4 dzieci 3 [na cholerę?] sprzedał gospodarstwo i żył początkowo w Pączewie, potem w Pelplinie, gdzie w 1913 r. umarł nie doczekawszy się odrodzenia ojczyzny, czego gorąco pragnął i czego był pewnym, gdyż powtarzał nam dzieciom przy lekcjach języka polskiego: Pamiętajcie – ja tego może nie dożyję, ale wy na pewno – że Polska powstać musi". 
W latach 80. XIX w. Lipiński był współtwórcą istniejącego od 1866 r. Banku Ludowego w Skórczu.
Na początku XX w. zamieszkał w Pelplinie, gdzie został pochowany na cmentarzu parafialnym przy ul. Podgórnej. W 2022 r. jego grób został zidentyfikowany i ponownie upamiętniony z inicjatywy regionalisty Bogdana Soleckiego.

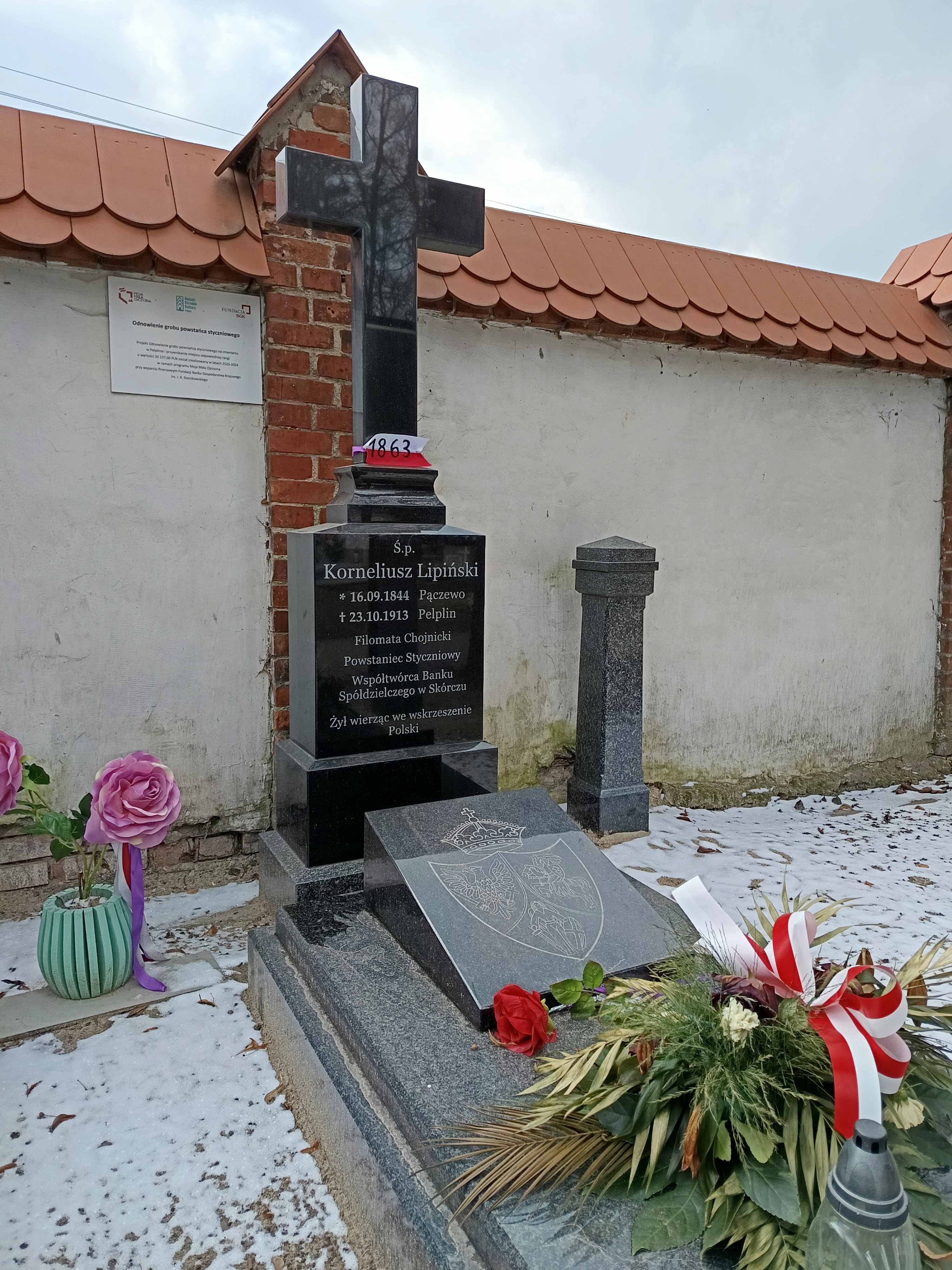
Grób Korneliusza Lipińskiego na cmentarzu parafialnym w Pelplinie (2025).

Grób Lipińskiego został wpisany przez Oddziałowe Biuro Upamiętniania Walk i Męczeństwa IPN w Gdańsku do ewidencji grobów weteranów walk o wolność i niepodległość Polski z terenu województwa pomorskiego i sześciu powiatów woj. warmińsko-mazurskiego.